# Dietrich-Bonhoeffer-Kirche (Kirchhausen)

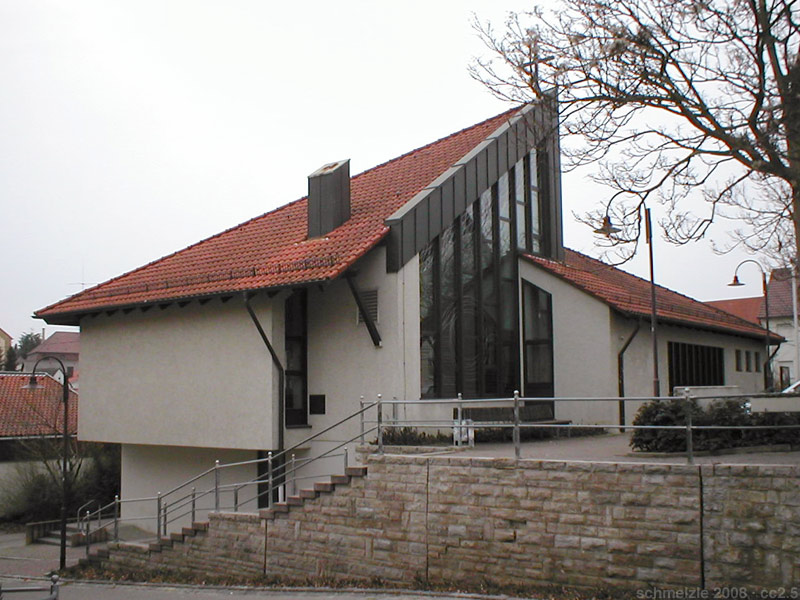
Dietrich-Bonhoeffer-Kirche in Heilbronn-Kirchhausen

Die Dietrich-Bonhoeffer-Kirche in Kirchhausen, einem Stadtteil von Heilbronn im nördlichen Baden-Württemberg, ist eine evangelische Kirche, die 1986 eingeweiht wurde.

## Geschichte
Das ursprünglich zum Deutschen Orden zählende Kirchhausen blieb aufgrund der Ordenszugehörigkeit auch über die Zeit der Reformation hinaus fast rein katholisch. Im Jahr 1903 gab es neben 1258 Katholiken nur 29 evangelische Christen im Ort. Bis 1964 war die Zahl der Evangelischen auf 280 angewachsen. 1967 erwarb die evangelische Gemeinde ein Baugelände am Ortsrand, benutzte jedoch vorläufig noch die Einrichtungen der katholischen Gemeinde mit. 
1975 bezog die evangelische Gemeinde angemietete Räume im Deutschordensschloss. 1985 wurde in der Nachbarschaft des Schlosses der Grundstein für die Dietrich-Bonhoeffer-Kirche gelegt, die im Folgejahr eingeweiht wurde. In die Kirche integriert sind ein Gemeindesaal sowie mehrere Räume für kirchliche Gruppenarbeit. Die Gestaltung von Altartisch, Ambo, Tauftisch, Abendmahlsrelief über dem Altar und Farbfenstern stammt von Ingrid Seddig aus Korb. Altartisch, Ambo und Tauftisch bestehen aus gebürstetem Kiefernholz.